# Desaparición de Michaela Garecht
Michaela Garecht (Oakland, California; 24 de enero de 1979) era una niña estadounidense de 9 años de edad que fue secuestrada, a plena luz del día, en la localidad californiana de Hayward, en la intersección de las calles Mission Boulevard con Lafayette Avenue.
Las autoridades distribuyeron bocetos del secuestrador de Garecht junto con otros informes de personas desaparecidas en todo el Área de la Bahía de San Francisco dentro de las 24 horas posteriores a su desaparición, pero los esfuerzos de búsqueda resultaron infructuosos. Su caso apareció en medios nacionales, incluido en la serie documental Misterios sin resolver.
Después de la liberación en 2009 de Jaycee Dugard, quien había sido secuestrada en Meyers (California), y mantenida cautiva por Phillip y Nancy Garrido durante casi dos décadas, se despertó un renovado interés en el caso de Garecht, y los Garrido fueron entrevistado sobre el secuestro de Garecht. En 2012, Wesley Shermantine, un asesino en serie convicto que cometió varios asesinatos con su cómplice, Loren Herzog, conocidos ambos como los Speed Freak Killers, señaló a la atención de las fuerzas del orden público que los bocetos originales del secuestrador de Garecht tenían una sorprendente similitud con Herzog, quien se suicidó mientras estaba en libertad condicional en enero de 2012. Si bien se pensó que los fragmentos de hueso descubiertos en una fosa expuesta por Herzog y Shermantine pertenecían a Garecht, el perfil de ADN completado a finales de 2012 demostró que no eran suyos.
El 21 de diciembre de 2020, más de tres décadas después, la policía de Hayward, junto al FBI, anunció la identificación de su secuestrador y asesino: David Misch, condenado y en prisión desde 1989 por el asesinato de dos mujeres en 1986, y al que se le relacionó tras cotejarse pruebas de ADN recogidas del lugar de su secuestro.

## Secuestro
Garecht fue secuestrada aproximadamente a las 10:15 horas del sábado 19 de noviembre de 1988. Ella y su amiga, Katrina Rodriguez, dejaron sus hogares a las 10 y cogieron sus patinetes y se dirigieron a un supermercado Rainbow Market (en 2023 el establecimiento era un Mexico Super), a unos bloques de distancia de sus casas, para comprar algo de comida y unos refrescos.
Las niñas dejaron sus patinetes junto a la puerta principal (ahora la puerta lateral) cuando entraron en la tienda. Al salir del establecimiento, las dos empezaron a caminar hacia casa, olvidándose de los patinetes. Cuando se dieron cuenta de que los habían olvidado, se volvieron hacia donde los habían dejado; sin embargo, vieron que faltaba uno de los patinetes. Garecht localizó entonces el suyo algo más abajo, en el aparcamiento del mercado, donde había sido colocado cerca de un coche aparcado. Cuando Garecht se agachó para cogerlo por el manillar, un varón blanco no identificado salió del coche aparcado, la agarró con el brazo derecho alrededor de la cintura y la metió dentro mientras ella gritaba. Rodríguez recordó la escena: "Levanté la vista cuando oí un grito y vi a un hombre metiéndola en su coche. Ella seguía gritando. Como único testigo del secuestro, Rodríguez volvió corriendo a la tienda en busca de ayuda. El secuestrador escapó con Garecht, mientras Rodriguez avisaba a una dependienta que llamó a la policía para denunciar el secuestro.
En el momento de su secuestro, Garecht llevaba una camiseta con la palabra "Metro" en la parte delantera, vaqueros arremangados, zapatos merceditas negros y pendientes en forma de pluma de color perla.

## Testimonios del suceso
En la transcripción de la llamada al 911, la empleada de la tienda que llamó a la policía en nombre de Rodriguez describió al hombre que supuestamente la secuestró como de aspecto "hippie". Sin embargo, posteriormente se reveló que la empleada había ofrecido una descripción incorrecta y que, sin darse cuenta, lo había confundido con otra persona que había visto conduciendo en el aparcamiento. La empleada describió a un hombre de unos treinta años, con bigote, que conducía un coche de color rojo burdeos, una descripción falsa que se difundió erróneamente en los medios de comunicación durante casi dos días tras el secuestro, según comentó el periodista Dennis Oliver:

"Durante dos días, el Departamento de Policía de Hayward permitió que los medios de comunicación publicaran descripciones falsas del sospechoso. La primera y mejor oportunidad para rescatar a esta chica fue inmediatamente después de que ocurriera, y durante dos días estuvieron buscando a la persona equivocada. La dependienta tomó información de la persona equivocada, y a partir de ahí la comunicación no se manejó correctamente en las cruciales primeras 24 a 48 horas".

Rodriguez, única testigo del secuestro, describió al captor de Garecht como un varón blanco de unos 20 años. La característica más distintiva era que parecía tener mucho acné o marcas de viruela en la cara. Tenía el pelo rubio sucio hasta los hombros. Medía alrededor de 1,83 metros y era de complexión delgada. El testigo lo describió como un zorro de ojos azules que vestía una camiseta blanca.
Según la amiga de Garecht, el secuestrador conducía un sedán grande de fabricación estadounidense y modelo antiguo. Posiblemente se trataba de un vehículo de cuatro puertas y era de color crema o dorado tostado. El coche podía tener salpicaduras de cemento en los laterales y luces encastradas en el parachoques trasero. El parachoques delantero estaba maltrecho; el vehículo parecía destartalado, como si hubiera sufrido un accidente con anterioridad. El automóvil fue visto por última vez circulando a toda velocidad hacia el sur por Mission Boulevard en dirección a la cercana Union City con Garecht en su interior.

## Primeros esfuerzos de búsqueda
El secuestro de Garecht dio lugar a una de las investigaciones más exhaustivas del departamento de policía de Hayward, que recibió 5 000 pistas sólo en el primer año. En los días siguientes al secuestro, la policía y el FBI registraron en helicóptero y avioneta, parques y zonas despobladas del sur del condado de Alameda. La inspección forense del patinete de Garecht reveló huellas dactilares de origen desconocido, que las fuerzas del orden creían que podían pertenecer al secuestrador. El 30 de noviembre, Joe Montana, quarterback de los San Francisco 49ers, hizo una petición pública para que Garecht volviera sana y salva.
La mayoría de las pistas enviadas se produjeron durante el primer mes del secuestro de Garecht, ya que, según informó el San Francisco Examiner, a finales de diciembre de 1988 se habían recibido aproximadamente 4 000. En este informe de diciembre, un agente del Departamento de Policía de Hayward comentó: "La única forma en que estamos mas cerca de averiguar lo que paso es que hemos eliminado muchas pistas en este caso. Pero en cuanto a saber quién lo hizo, o por qué, o qué le pasó... no estamos más cerca".
En ese momento se publicó un fondo de recompensa de más de 70 000 dólares para cualquiera que pudiera proporcionar información sobre el paradero de Garecht. En el momento del secuestro, la foto de Garecht aparecía como niña desaparecida en cartones de leche y vallas publicitarias de todo el país, y se distribuyeron miles de octavillas y carteles por toda la comunidad; un día después de su desaparición, familiares y voluntarios habían distribuido 42 000 octavillas de persona desaparecida.
En diciembre de 1992, se produjo una pista falsa en el caso de Garecht cuando un recluso de Indiana llamado Roger Haggard afirmó haber enterrado el cuerpo de Garecht en la zona de Hunters Point de San Francisco. Tras más averiguaciones, Haggard afirmó alternativamente que había enterrado a Garecht en un campo de gladiolos de Union City.
Haggard fue trasladado en avión a San Francisco para recuperar el cuerpo, pero tras ocho horas de inspeccionar el supuesto campo, admitió que se había inventado la historia, por lo que se le añadieron seis años y medio adicionales a su condena preexistente.
En 1994, el The Daily Review informó de que la policía había seguido más de 15 000 pistas. El inspector jefe de la investigación, Robert Lampkin, declaró: "Iremos a cualquier parte, a cualquier rincón de la tierra para intentar traer a Michaela a casa".

## Últimos movimientos y sospechosos
Tim Bindner
Las fuerzas del orden consideraron que el secuestro de Amber Swartz en Pinole en junio de 1988 estaba potencialmente relacionado, dada su proximidad a Hayward. Tim Bindner, un hombre que se involucró en la búsqueda de Swartz, se convirtió en sospechoso de su desaparición, así como de la de Garecht. También fue considerado sospechoso de la desaparición de Ilene Misheloff, una niña de 13 años que desapareció de Dublin (California) en 1989, y Amanda Campbell, quien desapareció en Fairfield en 1991. Sin embargo, Bindner ha negado reiteradamente su participación en cualquiera de las desapariciones.
En 1997, se publicó un libro titulado Stalemate: A Shocking True Story of Child Abduction and Murder del psicólogo forense John Philpin, que detalla la participación de Bindner en las investigaciones en torno a estas desapariciones.
Phillip Garrido

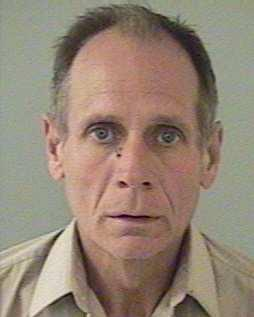
Phillip Garrido, secuestrador junto a su mujer de la pequeña Jaycee Lee Dugard. Tras su liberación, la policía pensó que pudo estar involucrado en la desaparición de Garecht debido a las circunstancias del secuestro y a que compartía semejanzas.

La reaparición en 2009 de la colegiala secuestrada Jaycee Lee Dugard, después de 18 años en cautiverio, llevó a la policía a tener inicialmente la esperanza de que su secuestrador de Dugard, Phillip Garrido, también podría haber estado involucrado en la desaparición de Garecht. Hayward se encuentra a una hora en automóvil de la casa de Garrido en Antioch, en el condado de Contra Costa, y el secuestro de Garecht tuvo lugar tres meses después de que Garrido fuera liberado de prisión por violación y secuestro. Al igual que Garecht, Dugard también fue arrojada a la parte trasera de un automóvil a plena luz del día y en presencia de testigos. La descripción general del secuestrador y el automóvil utilizado en ambos secuestros también eran similares. El Departamento de Policía de Hayward llevó a cabo una extensa investigación sobre los Garrido, pero no se encontraron pruebas que los vincularan con el secuestro de Garecht. Sin embargo, la conexión impulsó a Garecht de nuevo a la atención nacional e internacional y generó nuevas pistas.
Loren Herzog

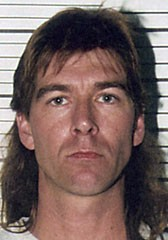
Loren Herzog, uno de los Speed Freak Killers, fue sospechoso debido a su gran parecido con el hombre del boceto.

En agosto de 2012, Wesley Shermantine, uno del llamado dúo Speed Freak Killers, escribió una carta a The Stockton Record después de que su socio en el crimen, Loren Herzog, se suicidara en enero de 2012, en la que señaló que Herzog se parecía a la persona que secuestró a "esa niña en Hayward". Al comentar sobre el parecido que tenía Herzog con el secuestrador de Garecht, la testigo Katrina Rodriguez comentó: "Pensé entonces y creo que ahora él podría ser el secuestrador... Creo que hay características que se parecen mucho al hombre... Parece una pista sólida".
Bajo la dirección de Shermantine, la policía comenzó a excavar un pozo abandonado en la zona rural de Linden en febrero de 2012, donde Herzog y Shermantine se deshicieron de sus víctimas. Se recuperaron del pozo miles de fragmentos óseos pertenecientes a cinco individuos diferentes, algunos de los cuales se cree que podrían pertenecer a Garecht. Sin embargo, el perfil de ADN completado más tarde ese año excluyó a Garecht como una posibilidad. Se determinó que los huesos que se creía que eran suyos eran los de Kimberly Billy, de 19 años, que había desaparecido en 1984. En enero de 2013, se completaron más excavaciones de pozos abandonados en el área, pero no se encontraron más restos.
En 2015, el abogado Mark Geragos presentó una moción legal en nombre de un detective a quien un ayudante del alguacil de San Joaquín le informó que un par de zapatos merceditas descubiertos en uno de los pozos de Linden tenían una similitud con los zapatos que Garecht fue vista por última vez usando. Según el detective, la policía de San Joaquín se negó a mostrarle los zapatos, tanto físicamente como en fotografías y, hasta marzo de 2015, los zapatos no habían sido examinados por el Departamento de Policía de Hayward.
David Misch
El 21 de diciembre de 2020, el Departamento de Policía de Hayward junto con el FBI anunciaron el arresto de David Misch por el secuestro y asesinato luego de que se lo vinculara con los crímenes a través de la huella dactilar dejada en el patinete de Michaela en el lugar del secuestro. Se encontraba en prisión desde 1989 por el asesinato de dos mujeres en 1986.

## Significado cultural de su desaparición
El secuestro de Garecht fue un caso de menor desaparecido de gran repercusión y recibió la atención de los medios de comunicación nacionales. Fue el primer caso de desaparición de un menor que apareció en el programa America's Most Wanted en 1988. El caso volvió a aparecer en el programa en 2009 y también ha aparecido en otros muchos programas de televisión. En 1999, Katrina Rodriguez, la amiga de Garecht que presenció su secuestro, apareció en el programa talk show de Maury.
En 2009, el secuestro de Garecht fue retratado en Dateline NBC y Larry King Live. El caso también ha captado la atención de los medios de comunicación internacionales.
El aniversario del secuestro de Garecht se ha marcado cada año en el lugar donde tuvo lugar el secuestro. Numerosas cintas, nuevas y viejas, están atadas al árbol junto al que estaba aparcado el coche del secuestrador. Su madre, Sharon, mantiene un blog dedicado a su hija. En mayo de 2019, el FBI publicó una recompensa de 10 000 dólares por información sobre la desaparición de Garecht.